# Nordic Tournament

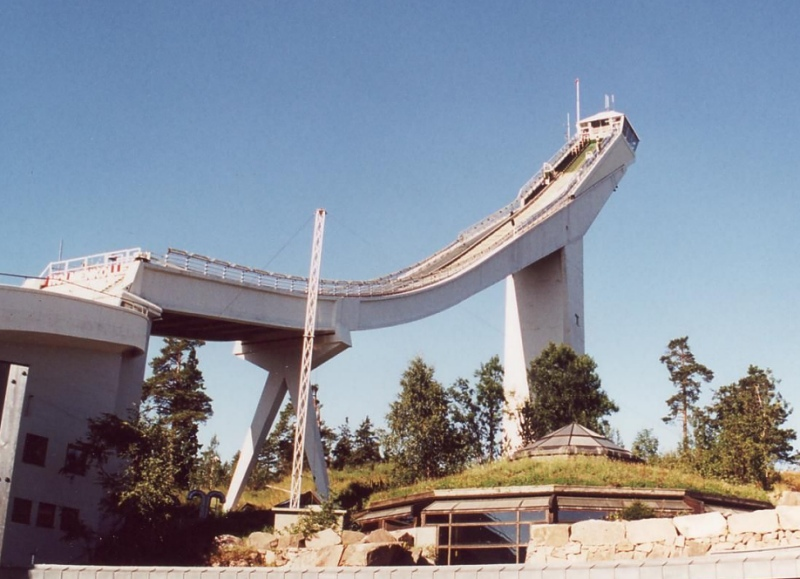
de Holmenkollen-schans te Oslo

Het Nordic Tournament was een toernooi dat bestond uit vier wedstrijden schansspringen. Het werd van 1997 tot 2010 elk jaar gehouden aan het eind van het seizoen. De eerste twee wedstrijden waren meestal in Finland, de laatste twee in Noorwegen. Het toernooi was bedoeld als Scandinavische tegenhanger van het Vierschansentoernooi.
In de eerste jaren wisselden het aantal wedstrijden en de locaties. Vanaf 2004 werd overgestapt op een vaste vorm. De slotwedstrijd was altijd in Oslo op de Holmenkollenschans, uitgezonderd in 2003 en 2009. Deze schans wordt als de bakermat van het schansspringen gezien en het is daardoor ook een prestigieuze wedstrijd. In vijf van de eerste zes edities werd ook in Zweden gesprongen en wel in Falun.
De winnaar werd bepaald door de punten van elke wedstrijd bij elkaar op te tellen.
De Fin Matti Hautamäki, de Pool Adam Małysz en de Oostenrijker Gregor Schlierenzauer hebben als enige het toernooi twee keer gewonnen. Matti Hautamäki was de eerste die het lukte om alle vier de wedstrijden in een jaargang te winnen. Hij deed dat in 2005. Vijf jaar later evenaarde Simon Ammann deze prestatie. In 2003 lukte dit Adam Małysz ook, maar toen telde het toernooi drie wedstrijden.
De vier wedstrijden vormen een onderdeel van de wereldbeker schansspringen.
|      | Plaats      | Schans             | K-punt | H-waarde         | Jaren met wedstrijd               |
| ---- | ----------- | ------------------ | ------ | ---------------- | --------------------------------- |
|      | Oslo        | Holmenkollenschans | 115 m  | 128 m            | 1997-2008, 2010                   |
|      | Lahti       | Salpausselkäschans | 116 m  | 130 m            | 1997, 1998, 2000, 2002-2007, 2010 |
| 90 m | Lahti       | Salpausselkäschans | 97 m   | 1999, 2000, 2009 |                                   |
|      | Kuopio      | Puijoschans        | 120 m  | 127 m            | 1997, 2004-2010                   |
|      | Lillehammer | Lysgårdsbakken     | 123 m  | 138 m            | 2004-2006, 2008-2010              |
|      | Trondheim   | Granåsen           | 120 m  | 131 m            | 1998-2002                         |
|      | Falun       | Lugnetschans       | 115 m  | 124 m            | 1997-1999, 2001, 2002             |
|      | Vikersund   | Vikersundbakken    | 185 m  | 207 m            | 2009                              |

## Erelijst Nordic Tournament
| Jaar | Wedstrijden                           | Eerste                | Tweede              | Derde              |
| ---- | ------------------------------------- | --------------------- | ------------------- | ------------------ |
| 2010 | Lahti, Kuopio, Lillehammer, Oslo      | Simon Ammann          | Adam Małysz         | Thomas Morgenstern |
| 2009 | Lahti, Kuopio, Lillehammer, Vikersund | Gregor Schlierenzauer | Harri Olli          | Simon Ammann       |
| 2008 | Kuopio, Kuopio, Lillehammer, Oslo     | Gregor Schlierenzauer | Tom Hilde           | Janne Happonen     |
| 2007 | Lahti, Kuopio, Oslo, Oslo             | Adam Małysz           | Andreas Kofler      | Simon Ammann       |
| 2006 | Lahti, Kuopio, Lillehammer, Oslo      | Thomas Morgenstern    | Andreas Küttel      | Janne Happonen     |
| 2005 | Lahti, Kuopio, Lillehammer, Oslo      | Matti Hautamäki       | Roar Ljøkelsøy      | Michael Uhrmann    |
| 2004 | Lahti, Kuopio, Lillehammer, Oslo      | Roar Ljøkelsøy        | Bjørn Einar Romøren | Simon Ammann       |
| 2003 | Oslo, Lahti                           | Adam Małysz           | Matti Hautamäki     | Tami Kiuru         |
| 2002 | Lahti, Falun, Trondheim, Oslo         | Matti Hautamäki       | Adam Małysz         | Martin Schmitt     |
| 2001 | Falun, Trondheim, Oslo                | Adam Małysz           | Andreas Goldberger  | Martin Schmitt     |
| 2000 | Lahti, Trondheim, Oslo                | Sven Hannawald        | Janne Ahonen        | Ville Kantee       |
| 1999 | Falun, Lahti, Oslo                    | Noriaki Kasai         | Kazuyoshi Funaki    | Sven Hannawald     |
| 1998 | Lahti, Falun, Trondheim, Oslo         | Andreas Widhölzl      | Sven Hannawald      | Hiroya Saito       |
| 1997 | Lahti, Kuopio, Falun, Oslo            | Kazuyoshi Funaki      | Kristian Brenden    | Andreas Widhölzl   |